# Parasol
Parasol是日本的成人遊戲品牌，2010年開始發售遊戲。
旗下有商品品牌Umbrella，統稱Parasol/Umbrella。
於5月11日由Studio Kanata宣布代理旗下產品《櫻花片落戀模樣》的官方中文版本。

## 作品列表
- まじからっと☆れいでぃあんと（2010年2月26日發售）[3]
- でりばらっ! -deliverance of strays-（2011年5月27日發售）[4]
- 戀妹SWEET☆DAYS（恋妹SWEET☆DAYS）（2012年5月25日發售）[5]
- ゆめこい ～夢見る魔法少女と恋の呪文～（2013年5月31日發售）[6]
- 晴霽之後定是菜花盛開的好天氣（晴のちきっと菜の花びより）（2014年8月29日發售）[7]
- QUINTUPLE☆SPLASH（2015年12月25日發售）
- 女友與我的戀愛日常（彼女と俺の恋愛日常）（2017年1月27日發售）
- 櫻花片落戀模樣（桜ひとひら恋もよう）（2017年9月29日發售）
- 戀嵐Spirichu（恋嵐スピリッチュ）（2019年5月31日發售）

## 外部連結
- Parasol官網（页面存档备份，存于）（年齡限制）（日語）
- Parasol的X（前Twitter）（日語）
- YouTube上的（日語）
- Parasol的Facebook專頁（中文）